# Clidemia novemnervia
Clidemia novemnervia är en tvåhjärtbladig växtart som först beskrevs av Dc., och fick sitt nu gällande namn av José Jéronimo Triana. Clidemia novemnervia ingår i släktet Clidemia och familjen Melastomataceae. Utöver nominatformen finns också underarten C. n. affinis.